# Medienstaatsvertrag
Der Medienstaatsvertrag (MStV) regelt Pflichten und Rechte der Rundfunk-, digitale Dienste- und Telemedienanbieter in Deutschland. Der Vertrag ist seit dem 7. November 2020 in Kraft, nachdem er von den 16 deutschen Landesparlamenten angenommen wurde. Er löste den seit 1991 geltenden Rundfunkstaatsvertrag (RStV) ab, der weitgehend auf Radio und Fernsehen ausgerichtet war. Der Medienstaatsvertrag hat die gesamte digitale Medienwelt im Blick, er regelt neben Radio und Fernsehen digitale Medienanbieter, darunter Medienintermediäre, Smart-TVs, Sprachassistenten, Videostreamer und Blogs.
Neben diesem deutschlandweiten Medienstaatsvertrag bestehen auch auf Ebene der Bundesländer vereinzelt Medienstaatsverträge anstelle der ansonsten üblichen Landesmediengesetze. Dies gilt zum einen für die Bundesländer Hamburg und Schleswig-Holstein, die einen Staatsvertrag über das Medienrecht in Hamburg und Schleswig-Holstein (Medienstaatsvertrag HSH – MStV HSH) geschlossen haben, zum anderen für die Bundesländer Berlin und Brandenburg, deren Staatsvertrag über die Zusammenarbeit zwischen Berlin und Brandenburg im Bereich des Rundfunks häufig mit dem Klammerzusatz 'Medienstaatsvertrag' versehen wird.

## Geschichte
Der Medienstaatsvertrag hat eine lange Vorgeschichte. Sein Vorgänger, der Rundfunkstaatsvertrag von 1991, bedurfte ständiger Überarbeitungen, um ihn an die laufenden Veränderungen in der Medienlandschaft anzupassen. Anfangs standen die Zulassungsregeln und die Werbung im Fokus. Die privaten Fernsehsender sahen sich benachteiligt wegen der hohen Zulassungsauflagen und strengen Vorschriften bei den Werbezeiten. Ziel des über fünf Jahre währenden Abstimmungsprozesses war, das in den Landesrundfunkgesetzen fixierte Medienrecht grundlegend zu modernisieren und die Fixierung auf Fernsehen und Hörfunk zu beenden. Das neue Medienrecht sollte den Wandel zu digitalen, interaktiven, nicht-linearen Medienangeboten und der sich ständig im Wandel befindlichen Plattform-Ökonomie Rechnung tragen. Zudem galt es, die am 28. November 2018 im Amtsblatt der Europäischen Union verkündete europäische Richtlinie über audiovisuelle Mediendienste (AVMD-Richtlinie) in deutsches Recht zu übertragen.
Rundfunkpolitik ist in Deutschland nach Art. 30, 70 Abs. 1 GG Ländersache. Damit es dennoch bundesweit einheitliche Regeln gibt, schließen die Länder untereinander Staatsverträge ab. Durch die Ratifizierung durch alle Landesparlamente führen die Verträge zu bundesweit einheitlichem Landesrecht. Federführend in Medienangelegenheiten der 16 Bundesländer ist das Bundesland Rheinland-Pfalz, dessen Staatskanzlei den Vorsitz der Rundfunkkommission der Länder innehat.
Nach fünfjährigen Verhandlungen einigten sich die Länder am 5. Dezember 2019 auf die neue staatsvertragliche Medienregelung und legten sie der EU-Kommission zur Überprüfung vor. Die Kommission hatte im Vorfeld Einwände gegen die medienvielfaltsichernden Bestimmungen für Medienintermediäre im Entwurf des Medienstaatsvertrags geäußert und teilte Deutschland dies in Form von Bemerkungen mit. „Einige Bestimmungen des deutschen Vertragsentwurfs werfen Bedenken auf, ob sie mit EU-Recht vereinbar sind“. Zugleich teilte sie mit, „die Bemerkungen der EU-Kommission sind jedoch kein verfahrenstechnisches Hindernis für den Abschluss des Medienstaatsvertrags. Mit unseren Kommentaren wollen wir die Bundesländer anregen zu überlegen, wie der Vertragsentwurf besser mit unserem gemeinsamen EU-Recht in Einklang gebracht werden kann.“ Hintergrund war, dass die Kommission Sorge hatte, „dass die Mitgliedstaaten zunehmend mit unterschiedlichen nationalen Vorschriften versuchen, Probleme von grenzüberschreitendem Ausmaß anzugehen“. Nach entsprechender Anpassung des Vertragstextes übermittelte die EU-Kommission am 27. April 2020 ihr Placet an die rheinland-pfälzische Staatskanzlei, womit das EU-Notifizierungsverfahren zum deutschen Medienstaatsvertrag abgeschlossen war. Nachdem am 28. September 2020 der Landtag in Mecklenburg-Vorpommern als letztes der 16 Länderparlamente dem Vertrag zustimmte, konnte der Medienstaatsvertrag am 7. November 2020 in Kraft treten.
Gelegentlich ist im Kontext mit der Rundfunkabgabe fälschlicherweise vom Medienstaatsvertrag die Rede. Dies insbesondere im Rahmen der Festlegung und der Erhöhung der Rundfunkabgabe wie zum Beispiel bei der im Jahr 2020 erfolgten Gebührenerhöhung um 86 Cent. Zugrundegelegt ist die Rundfunkabgabe in dem von allen Bundesländern beschlossenen Rundfunkfinanzierungsstaatsvertrag.

### Medienänderungsstaatsvertrag (MÄStV)
Die Fortschreibung und Aktualisierung des Medienstaatsvertrags sowie des Rundfunkfinanzierungstaatsvertrags (RFinStV) erfolgt seit 2020 in Medienänderungsstaatsverträgen, die offizielle Bezeichnung lautet „Staatsvertrag zur Änderung medienrechtlicher Staatsverträge“. Wie der Medienstaatsvertrag bedarf der von der Ministerpräsidentenkonferenz verabschiedete Medienänderungsstaatvertrag und die in dem Vertrag festgelegte Rundfunkabgabe der Zustimmung aller 16 Länderparlamente, um geltendes Recht zu werden. Stimmt ein Land nicht zu oder enthält sich der Stimme, tritt der Vertrag und auch die darin festgelegte Erhöhung der Rundfunkabgabe nicht in Kraft. Der Medienänderungsstaatsvertrag wird laufend aktualisiert, bis 2024 geschah dies insgesamt fünf Mal.
Der 1. Medienänderungsstaatsvertrag sollte am 1. Januar 2021 in Kraft treten. Was aber nicht geschah, da nicht alle Bundesländer den Entwurf ratifizierten. Daraufhin kam es zu einem Beschluss des Bundesverfassungsgerichts, der zum 20. Juli 2021 den 1. Medienänderungsstaatsvertrag vorläufig in Kraft setzte, was aber nicht Bestand hatte. Der Vertrag trat letztendlich nicht in Kraft und wurde somit gegenstandslos.
Der 2. Medienstaatsvertrag (MÄStV) wurde von allen Bundesländern ratifiziert und trat am 30. Juni 2022 in Kraft. Mit ihm wurde die Richtlinie (EU) 2019/882 des Europäischen Parlaments und des Rates vom 17. April 2019 über die Barrierefreiheitsanforderungen für Produkte und Dienstleistungen übernommen, indem Vorgaben für barrierefreie Medienangebote konkretisiert und Details im Medienstaatsvertrag (MStV) geändert wurden. Darüber hinaus erfolgte mit diesem Vertrag eine Anpassung an den Jugendmedienschutz-Staatsvertrag (JMStV).
Am 1. Juli 2023 trat der 3. Medienänderungsstaatsvertrag in Kraft. Die Änderungen betreffen ausschließlich den Medienstaatsvertrag, wobei die Kernpunkte die Anpassung und Flexibilisierung des Auftrags des öffentlich-rechtlichen Rundfunks betreffen, sowie die Beauftragung der Angebote der in der ARD zusammengeschlossenen Landesrundfunkanstalten, des ZDF und des Deutschlandradios. Dabei geht es in erster Linie um eine Anpassung an die veränderte Mediennutzung, und um eine Stärkung der Position der Aufsichtsgremien.
Die Änderungen des 4. MÄStVs, der am 1. Januar 2024 in Kraft trat, beziehen sich überwiegend auf den Medienstaatsvertrag und daraus resultierend auf die Staatsverträge von ZDF und Deutschlandradio. Festgelegt wird darin die Schaffung eines einheitlichen gesetzlichen Rahmens in den Bereichen Transparenz und Compliance sowie Aufsicht und Kontrolle bei den in der ARD zusammengeschlossenen Landesrundfunkanstalten, dem ZDF und dem Deutschlandradio: „Geschärft werden etwa die Anforderungen in Bezug auf die Transparenz der Gehälter von Führungskräften, die Einsetzung von unabhängigen Compliance-Beauftragten oder die Befangenheitsregeln für Gremienmitglieder. Ebenso sollen der Sachverstand in den Aufsichtsgremien gestärkt und die Gremiengeschäftsstellen angemessen mit Personal- und Sachmitteln ausgestattet werden, um deren möglichst unabhängige fachliche und organisatorische Zuarbeit für die Aufsichtsgremien zu gewährleisten.“
Der 5. Medienänderungsstaatsvertrag trat am 1. Oktober 2024 in Kraft. Die Änderungen betreffen den Medienstaatsvertrag und den Jugendmedienschutz-Staatsvertrag. Es werden einzelne Regelungen in beiden Verträgen modifiziert, an die Anforderungen, die sich aus dem Digital Services Act (DSA) bzw. dem Digitale-Dienste-Gesetz (DDG) ergeben, angepasst. Zudem verdeutlicht der 5. MÄStV die mit bestimmten Verpflichtungen verbundene Zulassung der Regionalfenster in den reichweitenstärksten privaten Fernsehprogrammen.

## Grundsätze
Der MStV wurde als Teil des Staatsvertrags zur Modernisierung der Medienordnung in Deutschland verkündet, welcher neun Artikel enthält. Art. 1 enthält den Medienstaatsvertrag, Art. 2 hebt den Rundfunkstaatsvertrag auf, Art. 3 ändert den Jugendmedienschutz-Staatsvertrag, Art. 4 den ARD-Staatsvertrag, Art. 5 den ZDF-Staatsvertrag, Art. 6 den Deutschlandradio-Staatsvertrag, Art. 7 den Rundfunkfinanzierungsstaatsvertrag und Art. 8 den Rundfunkbeitragsstaatsvertrag. Art. 9 enthält die Inkrafttretens- und Kündigungsbestimmungen.
Im Fokus des MStV steht die Anpassung der Regeln an die Digitalisierung. Im Wesentlichen sind es vier Punkte, die den MStV vom Rundfunkstaatsvertrag (RStV) unterscheiden: Die Zulassung von Rundfunkprogrammen wird gelockert, der MStV hebt die im RStV vorgeschriebene weitreichende Zulassungspflichtigkeit für linearen Rundfunk weitgehend auf. Zweitens legt der Vertrag allgemeingültige Regeln für Telemedien fest. Er bezieht dabei Google, Facebook, Twitter usw. mit ein, die in großem Stil Inhalte von Dritten zugänglich machen und als sogenannte Gatekeeper im Internet auftreten. Diese Anbieter sind im MStV als „Medienintermediäre“ definiert. Drittens sind neben den Medienintermediären sogenannte Medienplattformen und Benutzeroberflächen die zweite große Akteursgruppe, deren Aktivität der Medienstaatsvertrag regelt. Unter Plattform versteht der MStV u. a. Fernsehkabelnetze, aber auch digitale Fernseh-Angebote wie Zattoo, MagentaTV. Viertens enthält der Vertrag zahlreiche Detailänderungen, wie z. B. über Werbung im Sinne aller werblichen Erscheinungsformen in der Radio- und Fernsehwerbung, Sponsoring, im Teleshopping und Produktplatzierung in allen audiovisuellen Telemedien. Ein Hauptkriterium des MStV ist die Einführung von Transparenzvorschriften und Diskriminierungsverboten. Mit diesen Verboten soll die Meinungsvielfalt gesichert und Transparenz hergestellt werden. So müssen zum Beispiel Medienintermediäre die zentralen Kriterien der Sammlung, Selektion und Präsentation von Inhalten und Informationen über eingesetzte Algorithmen ihren Nutzern zugänglich machen.

## Neubestimmung von Rundfunk
Nach wie vor ist Rundfunk der zentrale Begriff. Galt Rundfunk zuvor im Rundfunkstaatsvertrag in § 2 I 1,2 RStV als „die für die Allgemeinheit und zeitgleichen Empfang bestimmte Veranstaltung und Verbreitung von Angeboten in Bewegtbild oder Ton entlang eines Sendeplans unter Benutzung elektromagnetischer Schwingungen“ so definiert der Medienstaatsvertrag Rundfunk neu. Laut § 2 I 1,2 MStV ist „Rundfunk ein linearer Informations- und Kommunikationsdienst; er ist die für die Allgemeinheit und zum zeitgleichen Empfang bestimmte Veranstaltung und Verbreitung von journalistisch-redaktionell gestalteten Angeboten in Bewegtbild oder Ton entlang eines Sendeplans mittels Telekommunikation“. Ergänzend heißt es in § 2 I 1,2 MStV: „Der Begriff schließt Angebote ein, die verschlüsselt verbreitet werden oder gegen besonderes Entgelt empfangbar sind“.
Die zuvor sehr weitreichende Zulassungspflichtigkeit für linearen Rundfunk wird mit § 54 MStV weitgehend obsolet. Rundfunkprogramme, die durchschnittlich weniger als gleichzeitige 20.000 Nutzer erreichen, brauchen keine Zulassung mehr. Für Programme mit größerer Reichweite gilt: sie sind von der Lizenzpflicht freigestellt, „wenn sie nur geringe Bedeutung für die individuelle und öffentliche Meinungsbildung entfalten“.

## Neue Adressaten
Der Medienstaatsvertrag legt fest, wer künftig ohne Rundfunklizenz senden darf, und er richtet sich wie der Rundfunkstaatsvertrag neben den Rundfunkveranstaltern an die Anbieter von Telemedien, ausdrücklich als technologieneutral verstanden. Sie alle dürfen Programme nicht willkürlich schlecht platzieren und müssen die Angebote, die für Meinungs- und Angebotsvielfalt wichtig sind, leicht auffindbar machen. Neue Anbieter sind im Sinne des Medienstaatsvertrags zudem „Medienintermediäre“, „Medienplattformen“, „Benutzeroberflächen“ sowie „Video-Sharing-Dienste“.

### Medienintermediäre
„Medienintermediär“ ist eine Wortneuschöpfung im Sinne von „Vermittler zwischen Vermittlern“. Gemeint sind Onlinedienste, die als Medien gelten, ohne selbst klassische Medieninhalte zu produzieren, wie etwa Google. Als „Medienintermediär“ definiert § 2 Nr. 16 MStV ein Telemedienangebot, „das auch journalistisch-redaktionelle Angebote Dritter aggregiert, selektiert und allgemein zugänglich präsentiert, ohne diese zu einem Gesamtangebot zusammenzufassen“. Darunter fällt jedes Telemedium wie News-Aggregatoren, Suchmaschinen, Soziale Netzwerke, App-Portale, User-Generated-Content-Portale, Sprachassistenten, Blogging-Portale sowie andere Dienste, die Zugang zu Medienangeboten Dritter aggregieren, selektieren und allgemein zugänglich präsentieren. Dazu zählen entsprechend § 2 Ziff. 16 MStV auch Websites der Wikimedia mit dem Projekt der freien Enzyklopädie Wikipedia, ebenso Wikisource, Wikiversity, Wikispecies und Wikivoyage, weil in diesen Projekten journalistisch-redaktionelle Inhalte gesammelt werden, Inhalte, die bei Wikipedia von ehrenamtlich tätigen Autorinnen und Autoren erstellt werden. Bei der Festlegung von Rechtspflichten der Medienintermediäre bezieht sich der MStV in § 91 Abs. 2 MStV in erster Linie auf Anbieter, die im Durchschnitt monatlich mehr als eine Million Nutzer in Deutschland haben.

### Medienplattform
Als Medienplattform definiert § 2 Nr. 14 MStV „ein Telemedienangebot, das Rundfunk und/oder journalistisch-redaktionelle Telemedien“ zu einem Gesamtangebot zusammenfasst. Wesentlicher Unterschied zum Medienintermediär sind die Inhalte, die der Plattformbetreiber miteinander bündelt, sie also zu einem neuen Angebot kombiniert. Bei dieser Art von Angebotsbündelung geht es vorrangig um damit erzielte Vergütungen und Erlöse aus Werbung. Als Medienplattformen gelten Kabelnetzbetreiber wie „Magenta TV“ oder „Zattoo“. Plattformen und Benutzeroberflächen fungieren als „Gatekeeper“ für die Medienvielfalt, da sie das Angebot auf ihrer Plattform und die Auffindbarkeit der Inhalte in ihrer Benutzeroberfläche bestimmen. Ziel der Regulierung ist es, Zugang und Auffindbarkeit von Inhalten mit besonderer Relevanz für den öffentlichen Meinungsbildungsprozess sicherzustellen.

### Benutzeroberfläche
Beim Begriff der „Benutzeroberfläche“ handelt es sich gemäß § 2 Nr. 15 MStV um eine „Übersicht über Angebote von einer oder von mehreren Medienplattformen, die der Orientierung dient und unmittelbar die Auswahl von Angeboten, Inhalten oder softwarebasierten Anwendungen ermöglicht“. Die Kategorie der Benutzeroberfläche ist mit dem Begriff der Medienplattform eng verbunden. Es ist allerdings nicht zwingend, dass eine Benutzeroberfläche vom Anbieter einer Medienplattform betrieben wird. Insbesondere zielt der MStV an dieser Stelle auf Benutzeroberflächen von Apps in Smart-TV-Geräten.
Für Benutzeroberflächen gilt eine Reihe von Rechtspflichten, sie unterliegen einer Art „Must-Show-Pflicht“ zugunsten der Angebote des öffentlichen Rundfunks, der größten privaten Programme sowie für besondere ‚Qualitätsprogramme‘. Diese entsprechend § 84 Abs. 3 und 4 MStV von den Landesmedienanstalten ausgewählten Angebote müssen auf der Benutzeroberfläche „leicht auffindbar“ sein. Darüber hinaus unterliegen die Betreiber von Benutzeroberflächen analog zu den Medienplattformen dem auf Meinungsvielfalt ausgerichteten Diskriminierungsverbot und einer Transparenzpflicht.

### Video-Sharing-Dienst
§ 2 Nr. 23 MStV beschreibt den Video-Sharing-Dienst als „ein Telemedium, dessen Hauptzweck darin besteht, Fernsehsendungen oder nutzergenerierte Videos bereitzustellen“. Eine wesentliche Funktion der Video-Sharing-Dienste besteht darin, „Sendungen mit bewegten Bildern oder nutzergenerierte Videos, für die der Diensteanbieter keine redaktionelle Verantwortung trägt, der Allgemeinheit bereitzustellen“. Als Beispiele hierfür werden Upload-Portale für User-Generated-Content genannt, wie z. B. Youtube.

## Sorgfaltspflichten
Nach § 19 haben Berichterstattung und Informationssendungen den anerkannten journalistischen Grundsätzen zu entsprechen. Sie müssen unabhängig und sachlich sein. Nachrichten sind vor ihrer Verbreitung mit der nach den Umständen gebotenen Sorgfalt auf Wahrheit und Herkunft zu prüfen. Kommentare sind von der Berichterstattung deutlich zu trennen und unter Nennung des Verfassers als solche zu kennzeichnen.

## Transparenz und Diskriminierungsfreiheit
Ausführlich behandeln die Paragraphen 93 und 94 des Medienstaatsvertrags Aspekte wie Transparenz und Diskriminierungsfreiheit für Medienintermediäre und Plattformen. Es geht dabei um umfangreiche Vorgaben für Suchmaschinen, App-Stores und soziale Medien und letztlich auch für Wikimedia-Projekte. Sie alle werden verpflichtet, über die zentralen Kriterien der Aggregation, Selektion und Präsentation von Inhalten und deren Gewichtung einschließlich Informationen über die Funktionsweise der eingesetzten Algorithmen in verständlicher Sprache zu informieren. Paragraph 18 verpflichtet „Anbieter von Telemedien mit journalistisch-redaktionell gestalteten Angeboten, in denen insbesondere vollständig oder teilweise Inhalte periodischer Druckerzeugnisse in Text oder Bild wiedergegeben werden...einen Verantwortlichen mit Angabe des Namens und der Anschrift zu benennen“. Dies entspricht der Pflicht, im Rahmen eines Impressums wie bei journalistischen Inhalten auf Webseiten einen inhaltlich Verantwortlichen zu benennen, in etwa mit dem Hinweis „verantwortlich i.S.d. § 18 Abs. 2 MStV“.
Medienanbieter, die vermuten, benachteiligt zu werden, erhalten die Möglichkeit, sich bei einer Landesmedienanstalt zu beschweren, der es obliegt, Verstöße gegen das im MStV enthaltene Mediendiskriminierungsverbot zu prüfen. Zudem dürfen Intermediäre Anbieter von journalistisch-redaktionellen Inhalten nicht diskriminieren oder unterschiedlich behandeln.

## Datenschutzregelungen im MStV
Die Datenverarbeitung zu journalistischen Zwecken bzw. das Medienprivileg werden in Konkretisierung von Art. 85 DSGVO des gültigen Datenschutzrechts in den §§ 12 und 23 des Medienstaatsvertrags geregelt. In § 12 bestimmt der MStV, dass „soweit die in der ARD zusammengeschlossenen Landesrundfunkanstalten, das ZDF, das Deutschlandradio oder private Rundfunkveranstalter personenbezogene Daten zu journalistischen Zwecken verarbeiten“, es den hiermit befassten Personen untersagt ist, „diese personenbezogenen Daten zu anderen Zwecken zu verarbeiten (Datengeheimnis)“. Diese Regelung gilt auch entsprechend für deren Hilfs- und Beteiligungsunternehmen (Art. 12 Abs. 1 Satz 6 MStV). § 23 MStV gilt für „alle Anbieter von Telemedien“ und zwar sowohl die in § 12 MStV genannten Institutionen als auch darüber hinaus für „Unternehmen oder Hilfsunternehmen der Presse“, allerdings nur wenn die Daten zu journalistischen Zwecken verarbeitet werden.

## Rechtliche Umsetzung
Der Medienstaatsvertrag ist mehr oder weniger eine Art Grundsatzprogramm, das in vielen Punkten der rechtlichen Umsetzung bedarf. Verantwortlich hierfür sowie für die Einhaltung und Überwachung der Vorschriften sind die Landesmedienanstalten der 16 Bundesländer. Ihnen obliegt es, durch entsprechendes Satzungsrecht den MStV praxistauglich zu machen. Wie dies geschehen soll, erläutert Wolfgang Kreißig, Vorsitzender der Direktorenkonferenz der Landesmedienanstalten:

„Mit der Einbeziehung von Medienintermediären, Medienplattformen und Benutzeroberflächen sind nun Regelungslücken zur Sicherung der Meinungsvielfalt geschlossen. Die Medienanstalten stehen bereits in einem intensiven Austausch mit der Branche, um den Staatsvertrag nun zeitnah durch passendes Satzungsrecht für die Rechtsanwendung in der Praxis zu unterlegen.“

Wesentlicher Teil der Umsetzung des Medienstaatsvertrags sind von den Ländern zu verabschiedende Satzungen, in welchen die seit November 2020 geltenden Vorgaben konkretisiert werden sollen. Insbesondere geht es dabei um Satzungen, die im MStV neben Rundfunk und rundfunkähnlichen Telemedien die neu aufgeführten einfachen, journalistisch-redaktionellen Telemedien, Medienintermediäre und Benutzeroberflächen erfassen. Im April 2021 traten erste Satzungen seitens der Medienanstalten zur Konkretisierung dieser Vorgaben in Kraft. In diesen verabschiedeten Satzungen werden Werbung, Gewinnspiele, die Zulassungsfreiheit sowie die in § 99 Medienstaatsvertrag definierte Schlichtungsstelle geregelt. Vorausgegangen ist den Neuregelungen ein Dialog der Landesmedienanstalten und die Zustimmung aller 14 Landesmedienanstalten zu den Satzungen. Wie schon zum Medienstaatsvertrag selbst, gab es auch zu den Satzungen der Landesmedienanstalten Kritik von der EU-Kommission, insbesondere zu der Satzung zu Medienintermediären. Die Kommission hält die Satzungen für unvereinbar mit geltendem EU-Recht und sieht auch Konflikte mit dem geplanten Digitale-Dienste-Gesetz. Sie gab Deutschland im Rahmen des Notifizierungs-Verfahrens einen weiteren Monat Zeit, um sicherzustellen, dass der endgültige Text mit dem EU-Recht vereinbar ist.